# Каминьский, Марек
Марек Каминский (пол. Marek Kamiński; род. 24 марта 1964, Гданьск) — польский путешественник, полярник, автор книг, предприниматель. Первый и единственный человек в мире, который покорил оба полюса Земли в течение одного года, без помощи извне: 23 мая 1995 года вместе с Войцехом Москалем добрался до Северного полюса, а 27 декабря 1995 года самостоятельно покорил Южный полюс.
Вырос в Полчин-Здруе (Поморье). В 1982 году окончил II Общеобразовательный лицей им. Владислава Броневского в г. Кошалине. Учился в Варшавском университете на факультетах философии и физики. Является основателем и совладельцем фирмы Invena S.A. а также основателем Фонда Марека Каминского. Владеет восемью языками: английским, немецким, итальянским, французским, испанским, норвежским, русским и японским.
Живёт в Гдыне с женой Катажиной и дочерью Полей.

## Важнейшие экспедиции
- 1977 — Дания — первая самостоятельная экспедиция, поездка на грузовом судне до порта Ольборг;
- 1977 — Марокко — поездка на корабле до порта Сафи;
- 1984 — СССР (сейчас территория России), Скандинавия, Германия, Румыния, Болгария, Греция, Турция и Югославия — путешествие автостопом;
- 1985 — Куба, Мексика (Мexico DF, Yucatan, Chiapas) — путешествие автостопом;
- 1987 — Куба, Мексика (Мexico DF, Yucatan, Oaxaca, Chichuahua, Chiapas) — путешествие автостопом;
- 1990 — Шпицберген — первая самостоятельная полярная экспедиция (около 350 км на лыжах);
- 1993 — «TransGrenland Expedition» первый переход поляками Гренландии, вместе с Войцехом Москалем (около 660 км за 35 дней);
- 1995 — «Поляки на полюс» — покорение Северного Полюса с острова Ward Hunt Island, вместе с Войцехом Москалем (770 км за 72 дня);
- 1995 — «Поляк на полюсах» — покорение в одиночку Южного Полюса, с острова Berkner Island (1400 км за 53 дня);
- 1996/1997 — «Solo TransAntarctica» — попытка пересечения Антарктиды в одиночку (1450 км);
- 1997/1998 — Антарктида — пересечение гор Ellsworth, покорение вершины Mount Vinson вместе с Лешеком Цихим;
- 1998 — Килиманджаро в Танзании и гора Косцюшко в Австралии;
- 1998 — Боливия — экспедиция в Боливийские Анды, покорение вершины Huayana Potosi, путешествие в долину Амазонки, вместе с Borge Ouslandem;
- 1999 — переправа через Атлантический океан на яхте «Гемини», вместе с Анджеем Пётровским;
- 1999 — «Earth Expedition» — переход через Пустыню Гибсона в Австралии (700 км за 60 дней);
- 2000 — «Race 2000» — переправа через Атлантический океан на катамаране «Polfarma — Warta», вместе с Романом Пашке;
- 2000 — «Greenland Expedition 2000» — пересечение Гренландии, вместе с Войцехом Островским (600 км за 13 дней);
- 2000 — «Amazon Source 2000» — экспедиция к истокам Амазонки под патронатом National Geographic Society;
- 2001 — Занзибар и Килиманджаро в Танзании, вместе с Катажиной Писерой;
- 2001 — «North Pole 2001» — экспедиция в роли проводника первых польских туристов на Северный Полюс;
- 2001 — Dolomity — экспедиция в центрально-восточную часть, Cortina d’Ampezzo, вместе с Катажиной Писерой и Лешеком Цихим;
- 2002 — экспедиция на Северный Полюс в роли проводника;
- 2002 — Dolomity — экспедиция в центрально-восточную часть, Marmolada;
- 2003 — Путешествие в Святую Землю — Иерусалим, Цезария, Нетания, Мосада, Тель-Авив, Яфа, вместе с Катажиной Писерой;
- 2004 — «Вместе на полюс» — экспедиция на два полюса в течение одного года, вместе с подростком-инвалидом Янеком Мелой, Войтехом Островским и Войтехом Москалем (Северный полюс);
- 2005 — «На понтоне по Балтийскому морю» — пятидневное путешествие в связи с празднованием 25-летия «Солидарности», вместе с Мирославом Кукулой и Войцехом Островским;
- 2006 — «Baby on Board — с Полей по Польше» — путешествие по Польше, вдоль течения Вислы, вместе с женой Катажиной и дочерью Полей;
- 2007 — «Baby on Board — с Полей по миру» — путешествие в Норвегию (Осло, Finnmarksvidda, Lofoty, Flamsbana) вместе с женой Катажиной и дочерью Полей.
- 2018 — «Notrace Expedition: — экологическая экспедиция на электромобиле из Польши до Японии.

## Экспедиция „Без следа“ (#NoTraceExpedition, 2018)
Это новый проект Марека Каминского — путешественника, исследователя, автора книг и покорителя двух полюсов Земли за один год. „Без следа“ — это экспедиция на электромобиле до Японии, которая начнётся в мае этого года. Цель проекта: Марек Каминский путешествуя электромобилем, созданным с мыслями о городах, хочет нам рассказать, что таким способом можно передвигаться на далёкие и трудные дистанции, и одновременно позитивно влиять на окружающую среду, защищая её от вредных следов человеческой деятельности. Экспедиция должна побудить общество до действия — устойчивого и ответственного стиля жизни — включая сознательное путешествие. Идея включает в себя инновационный подход „Leave Trail“ („Оставлять след“), за которым кроется оставление следа, но не в природе, а исключительно в человеческих мыслях. Путешественник хочет создать новый стандарт путешествий, соответствующий правилам природы, а также обратить внимание на образовательную значимость в контексте заботы об окружающей среде, продвигать ценности устойчивой экологии.

### Происхождение „Без следа“
Философия экспедиции заключается в предыдущем опыте путешественника — все походы, проведённые ранее, показали другое обличие путешествия. Происхождение экспедиции „Без следа“ тесно связано с Северным и Южным полюсами, когда единственными следами, оставленными Мареком Каминским, были следы лыж на снегу, а весь мусор он забирал с собой, тем самым указывая на минимальные усилия со стороны путешественника, которые он должен приложить для соответствия духу „без следа“.

### Без следа в дороге
Все нюансы экспедиции — то есть питание, экипировка, зарядка электромобиля и туристская активность — будут основаны на инновационных технологиях сохранения природы. Идея и значение проекта будут проявляться посредством использования экологических упаковок продуктов питания, а также экологических продуктов и специальной бутылки для фильтрации воды. Электромобиль будет „заправляться“ с помощью заряженного солнечной энергией батареей. При этом будет минимальное количество экипировки — не впитывающая запах наноодежда и созданная с мыслями об экологии обувь. А главным инструментом станет электромобиль, выступающий в качестве базы по исследованию мира, в котором будут находиться и другие экологические средства передвижения — картонный каяк и велосипед. Организатор: Институт Марека Каминского.

### Миссия
Путешественник надеется, что экспедиция вдохновит как можно больше людей для устойчивого и ответственного стиля жизни. Эту идею он постарается объединить с инновационным подходом „Leave Trail“ („Оставлять след“), за которым кроется оставление следа, но не в природе, а исключительно в человеческих мыслях. Во время проекта Марек Каминский хочет создать новый стандарт путешествий, соответствующий правилам природы, а также обратить внимание на образовательную значимость в контексте заботы об окружающей среде. Главной задачей является продвижение устойчивой экологической ответственности и вдохновение людей по всему миру для воплощения в жизнь невозможных вещей! Девиз путешествия: Девизом нашей экспедиции выступает осознание того, что „забота о светлом будущем требует отваги“ — отваги для изменения своих привычек, отваги на технологические достижения, отваги для выхода из зоны комфорта, отваги для воплощения в жизнь малопопулярных для общества идей — например, таких как забота об окружающей среде.

### Сроки экспедиции: май-июль 2018
Начальной точкой отправления будет Польша, а далее предстоит проехать через шесть стран: Литву, Латвию, Эстонию, Россию, Монголию, Китай, Южную Корею. Финальным пунктом станет Япония. Марек Каминский преодолеет дистанцию практически в 13000 километров. Обратный путь будет лежать через транссибирскую магистраль.

### Партнёры проекта
Проект экспедиции „Без следа“ ориентирован на партнёров, для которых важна социальная ответственность бизнеса, а их миссия — подобно нашей — защита окружающей среды и использование новых технологий во благо природы. Вместе с партнёрами проекта путешественник намеревается отметить важность активной деятельности на пользу окружающей среде.

### Показатели эффективности проекта
Главным заданием для путешественника является проверка того, с какими трудностями столкнётся экспедиция, направленная на конкретные цели и задачи, то есть для сохранения природы и минимализации потребностей в жизни путешественника. Выводы и мысли возникшие во время дороги будут собраны в электронной книге, документальном фильме и научно-исследовательском отчёте для того, чтобы пополнить знания о выдвинутых вопросах данной экспедиции.

## Фильмография
- Покорение Северного Полюса, реж. Й. Сурдел (1995)
- Два полюса за один год. Арктика, реж. Й. Сурдел (1995)
- Два полюса за один год. Антарктика, реж. Й. Сурдел (1996)
- В том году в Патриотт Хиллс, реж. Й. Сурдел (1996)
- Третий полюс. Прерванная экспедиция, реж. Й. Сурдел (1997)
- Transantarctica 96/97, реж. Й. Сурдел (1997)
- Зачем? Экспедиция на Mt. Vinson, реж. В. Островски (1998)
- Мужской портрет изнутри, реж. Ф. Байон (1999)
- Гренландия за спиной Марека Каминского, реж. В. Островски (2000)
- Вместе на полюс, реж. В. Островски (2005)
- White out. Путешествие за тень, реж. В. Шумовски (2005)
- На понтоне по Балтийскому морю, реж. В. Островски (2005)
- С Полей по Польше, реж. В. Шумовски (2007)

## Важнейшие награды
- Титул „Молодой Бизнесмен Года 1994“ в польской программе международного конкурса „World Young Achiever“ (1994)
- „Крест Кавалера Ордена Возрождения Польши“ за покорение Северного Полюса, вручённый президентом Лехом Валенсой (1995)
- „Золотая Медаль Министра Спорта“ за покорение Северного Полюса (1995)
- „Восхождение Года“ за покорение обоих полюсов в одном году, награда организации „Знамя Молодых“ (1995)
- „Награда TV Polonia“ за прославление Польши и всего польского (1996)
- „Медаль Св. Войцеха“, почётная награда Городского Совета Гданьска, за прославление Гданьска в мире (1997)
- „Янтарная Бабочка“ в конкурсе А. Федлера за книгу Мои полюса. Дневники экспедиций 1990—1998 (1999)
- „Explorer 2000 — Тем, кто осмеливается открывать“, признана на фестивале Explorers Festival в Лодзи (2000)
- „Бабочка 2003“, награда Фонда Йоланты Квасьневской, за отвагу и показ инвалидов как полноправных членов общественной жизни (2004)
- Диплом движения „Красивейшая Польша“ за создание красоты, которой мы можем гордиться перед миром» (2004)
- «Super Kolos 2004» за величайший в истории польских полярных исследований спортивный подвиг, каким было покорение 23 мая 1995 г. Северного Полюса (2004)
- «Диплом Министра Иностранных Дел» за выдающиеся заслуги в популяризации Польши в мире (2005)
- «Золотой Жираф» за Стиль Общественной Чувствительности, награда журнала «Styl Życia» (2005)
- «Бесстрашный защитник больных и инвалидов», медаль Митрополита Гданьского Его Преосвященства Ксендза Тадеуша Гоцловского (2005)
- Титул «Посла Ганса Христиана Андерсена» за заслуги в популяризации прав человека, ценностей и возможностей человека, а также укрепление веры в эти ценности среди инвалидов и детей (2005)
- «Бизнес и увлечение — Тем, кто добился успеха на профессиональном поприще и умеет жить красиво и интересно» присуждена на фестивале Explorers Festival в Лодзи (2006)
- Мемориальная доска в Аллее Звёзд во Владиславове — «Человеку с несгибаемой волей и страстью к спорту» (2006)
- «Медаль Св. Брата Альберта» за доказательство того, что инвалид может быть полноправным участником общественной жизни, реализовать трудные задания и исполнять свои мечты (2007)
- «Специальный Приз International TourFilm Festival Plock» за выдающиеся достижения в области туризма и популяризацию Польши в мире (2007)
- Запись в Книге Рекордов Гиннесса, раздел: Человеческие Способности — Открыватели: «Первый на обоих полюсах в одном и том же году» (1995)
- Титул Почётного Гражданина городов Кошалин, Полчин-Здруй и волости Тарлув.

## Организации
Марек Камински является членом следующих организаций:
- Союз Польских Литераторов
- Комитет Полярных Исследований Польской Академии Наук (почётный член)
- Сопотский Яхт-клуб

## Лекции
Марек Каминьски выступал со многими лекциями в Польше, США и др. странах, в том числе на Антарктиде. Презентации в сочетании с большим количеством демонстрируемых фотографий с экспедиций, являются захватывающе интересными и инспирирующими.
Темы:
- Как невозможное становится возможным
- Экспедиции на краю мечты
- Преодоление препятствий
- Мотивация
- Риск — как им управлять до и в процессе реализации проекта
- Сотрудничество и взаимное доверие
- Как покорять свои полюса

Ведёт также практические занятия и курсы для крупнейших польских и зарубежных корпораций, банков и страховых агентств.

## Фонд Марека Каминского
Фонд Марека Каминского был основан в 1996 году. Он занимается созданием и координированием образовательных программ, организацией сбора денег на протезы для нуждающихся в них людей а также лагерей для инвалидов. Среди целей, описанных в уставе Фонда, находится также исследование полярных районов и других мест на земном шаре, популяризация полярных исследований и экологии, а также популяризация молодых участников экспедиций.
Важнейшие достижения Фонда:
- «Поможем больным детям исполнять их мечты», первая акция, в результате которой был основан Фонд. На собранные деньги были куплены капельницы для детей, а также оказана финансовая поддержка при капитальном ремонте Отделения Детской Химиотерапии Медицинской Академии в Гданьске (1995)
- «Solo TransAntarctica», организация полярной экспедиции, частью которой была Международная Образовательная Программа в сети Интернет (1996/1997)
- организация поездки двоих детей из детских домов в городе Елк и Остролека на Антарктиду во время Рождества. Поездка была главным призом в конкурсе знаний на тему Южного Полюса (1996/1997)
- организация экспедиции на Mount Vinson, самый высокий горный пик Антарктиды (1996/1997)
- организация для детей конкурса знаний об Австралии во время экспедиции — перехода через Пустыню Гибсона. Главный Приз от Фонда — поездка победителя в Сидней (1999)
- «Вместе на полюс», организация экспедиций Марка Каминского с мальчиком-инвалидом, Яном Мелой на оба полюсы Земли (2004)
- «Дай другим шанс», сбор средств на покупку протезов для нуждающихся в них людей во время первой экспедиции «Вместе на полюс». Собранная сумма — 733 227 злотых была передана на финансирование покупки протезов для 65 человек со всей Польши (2004)
- «Школа под полюсом», организация образовательной акции (2004)
- Всемирный День Больного — акция передачи 10 000 экземпляров книги «Великое путешествие Лули» детям, находящимся в этот день в больницах по всей Польше (февраль 2005)
- «Школы преодоления границ», организация бесплатного лагеря для детей-инвалидов. В течение двух недель тридцать молодых людей участвовало в спортивных, а также различных тематических мероприятиях (июль 2005)
- «Помощь Пакистану», сбор помощи для жертв землетрясения в Пакистане (ноябрь 2005)